# Thomas Oppermann (Politiker)

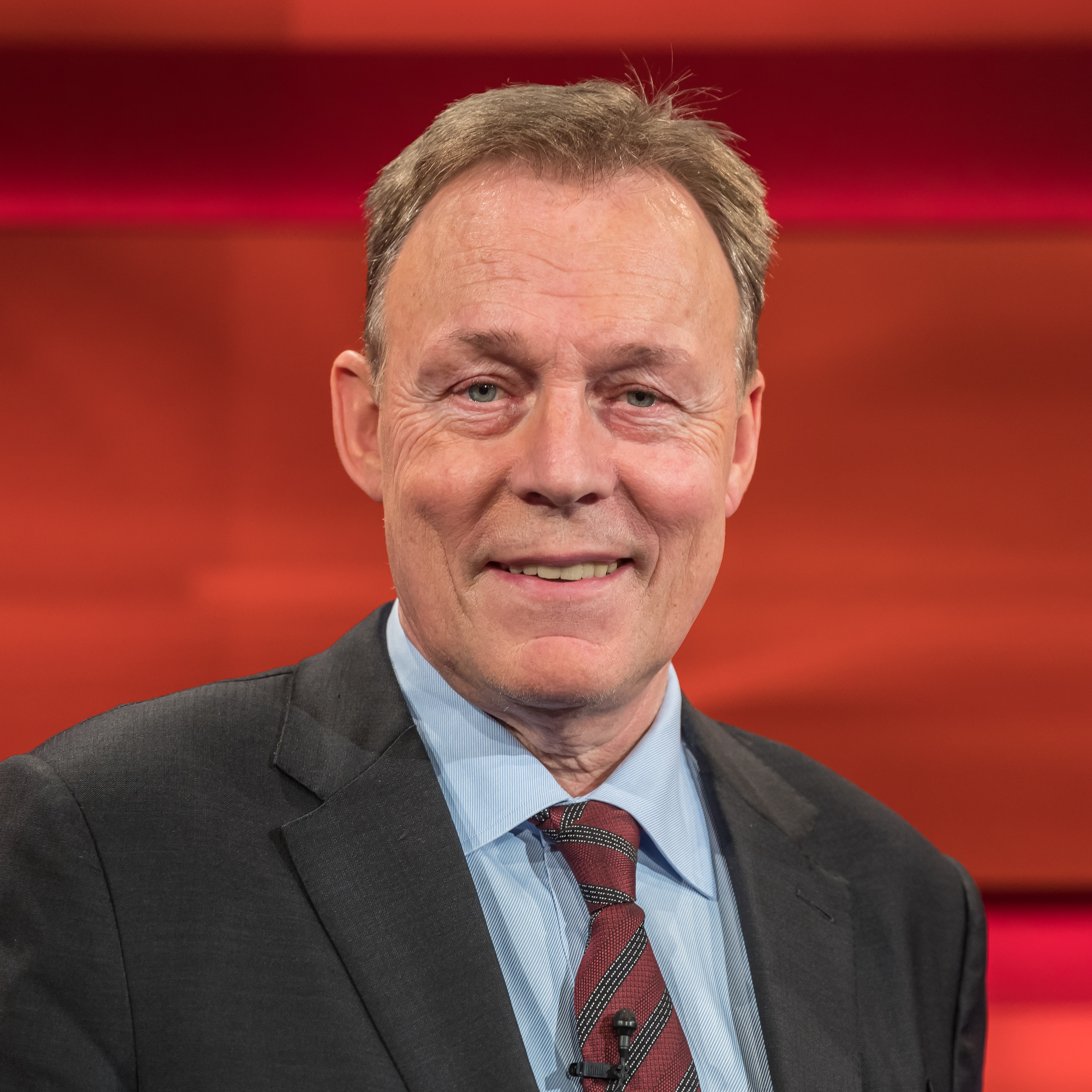
Thomas Oppermann (2020)

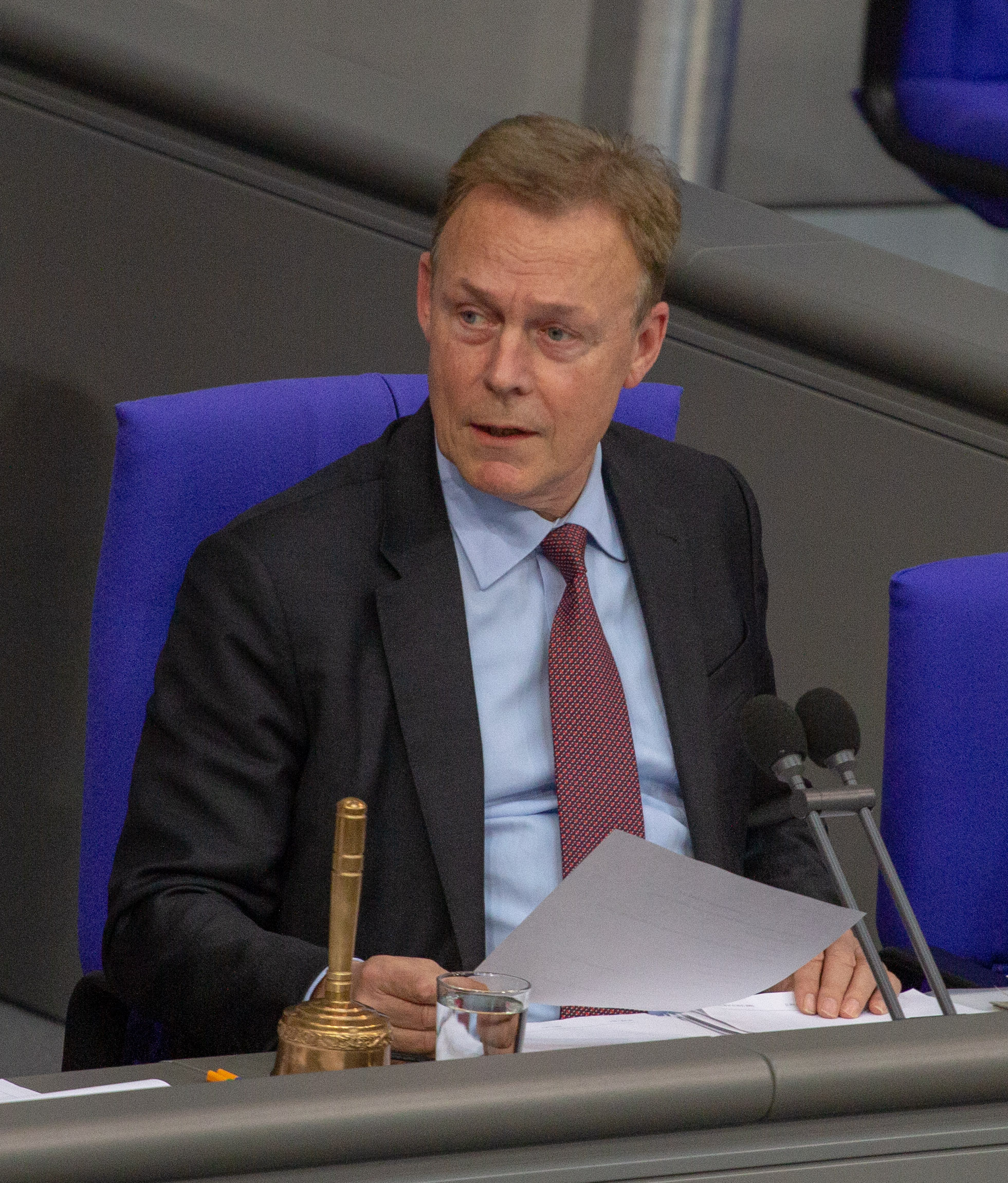
Thomas Oppermann als Vizepräsident des Deutschen Bundestages im Jahr 2019

Thomas Ludwig Albert Oppermann (* 27. April 1954 in Freckenhorst; † 25. Oktober 2020 in Göttingen) war ein deutscher Politiker (SPD) und Jurist. Vom 24. Oktober 2017 bis zu seinem Tod war er Vizepräsident des Deutschen Bundestages.
Zuvor war er von Dezember 2013 bis September 2017 Vorsitzender der SPD-Bundestagsfraktion, von November 2007 bis Dezember 2013 Erster Parlamentarischer Geschäftsführer der SPD-Bundestagsfraktion und von März 1998 bis März 2003 niedersächsischer Minister für Wissenschaft und Kultur. Er zog nach den Bundestagswahlen 2005, 2009, 2013 und 2017 als direkt gewählter Abgeordneter in den Bundestag ein.

## Leben

### Ausbildung und Beruf
Oppermann wurde April 1954 als Sohn eines Molkereimeisters geboren. Er besuchte die Goetheschule Einbeck, an der er 1975 das Abitur ablegte. Anschließend studierte er ohne Abschluss Germanistik und Anglistik an der Universität Tübingen. Er verweigerte den Kriegsdienst und war von 1976 bis 1978 als freiwilliger Helfer bei der Aktion Sühnezeichen Friedensdienste (ASF) in den USA tätig. Dort arbeitete er auch für die Feld- und Wanderarbeitergewerkschaft UFW/AFL-CIO. Nach seiner Rückkehr studierte er Rechtswissenschaft an der Georg-August-Universität Göttingen und bestand im Jahr 1983 nach nur acht Semestern das erste juristische Staatsexamen. Während des Studiums war er Mitglied und Mitbegründer der Studentengruppe Basisgruppe Jura am Juristischen Fachbereich und Mitglied der Juso-Hochschulgruppe im Studentenparlament (StuPa) der Universität Göttingen. Neben dem Studium arbeitete er zudem zeitweise als Nachtwächter und Bauarbeiter. Nach dem Referendariat legte er 1986 das zweite juristische Staatsexamen ab, das er mit Prädikat bestand. Danach war er bis 1990 Richter am Verwaltungsgericht Hannover und später am Verwaltungsgericht Braunschweig. In den Jahren 1988 bis 1989 war er als Rechtsdezernent der Stadt Hann. Münden in die Kommunalverwaltung abgeordnet.

### Partei- und Abgeordnetenlaufbahn
Oppermann war seit dem Jahr 1980 Mitglied der SPD und seit 1989 Vorsitzender des SPD-Unterbezirks Göttingen.
In den Jahren 1990 bis 2005 gehörte er dem Niedersächsischen Landtag an. Bei den Landtagswahlen 1990, 1994 und 1998 errang er das Direktmandat im Wahlkreis Göttingen-Land; bei der Wahl 2003 zog er über die Landesliste in das Parlament ein. Von 1990 bis 1998 war er rechtspolitischer Sprecher und von 2003 bis 2005 wirtschaftspolitischer Sprecher der SPD-Landtagsfraktion. Von 2001 bis 2005 gehörte Oppermann außerdem dem Kreistag des Landkreises Göttingen an.
Seit der Bundestagswahl 2005 war Thomas Oppermann Mitglied des Deutschen Bundestages. Dort war er von März 2006 bis November 2007 Sprecher der Arbeitsgruppe und Obmann der SPD-Fraktion im Geheimdienst-Untersuchungsausschuss. Am 26. November 2007 wurde er zum Ersten Parlamentarischen Geschäftsführer der SPD-Bundestagsfraktion gewählt. Er löste Olaf Scholz ab, der als Bundesminister für Arbeit und Soziales ins Kabinett Merkel I wechselte. Von 2007 bis 2013 war er Vorsitzender des Parlamentarischen Kontrollgremiums. Im Bundestagswahlkampf 2009 zählte Oppermann zum Schattenkabinett des SPD-Kanzlerkandidaten Frank-Walter Steinmeier. Im Bundestagswahlkampf 2013 berief Peer Steinbrück Oppermann in sein Kompetenzteam für den Bereich der Innen- und Rechtspolitik.

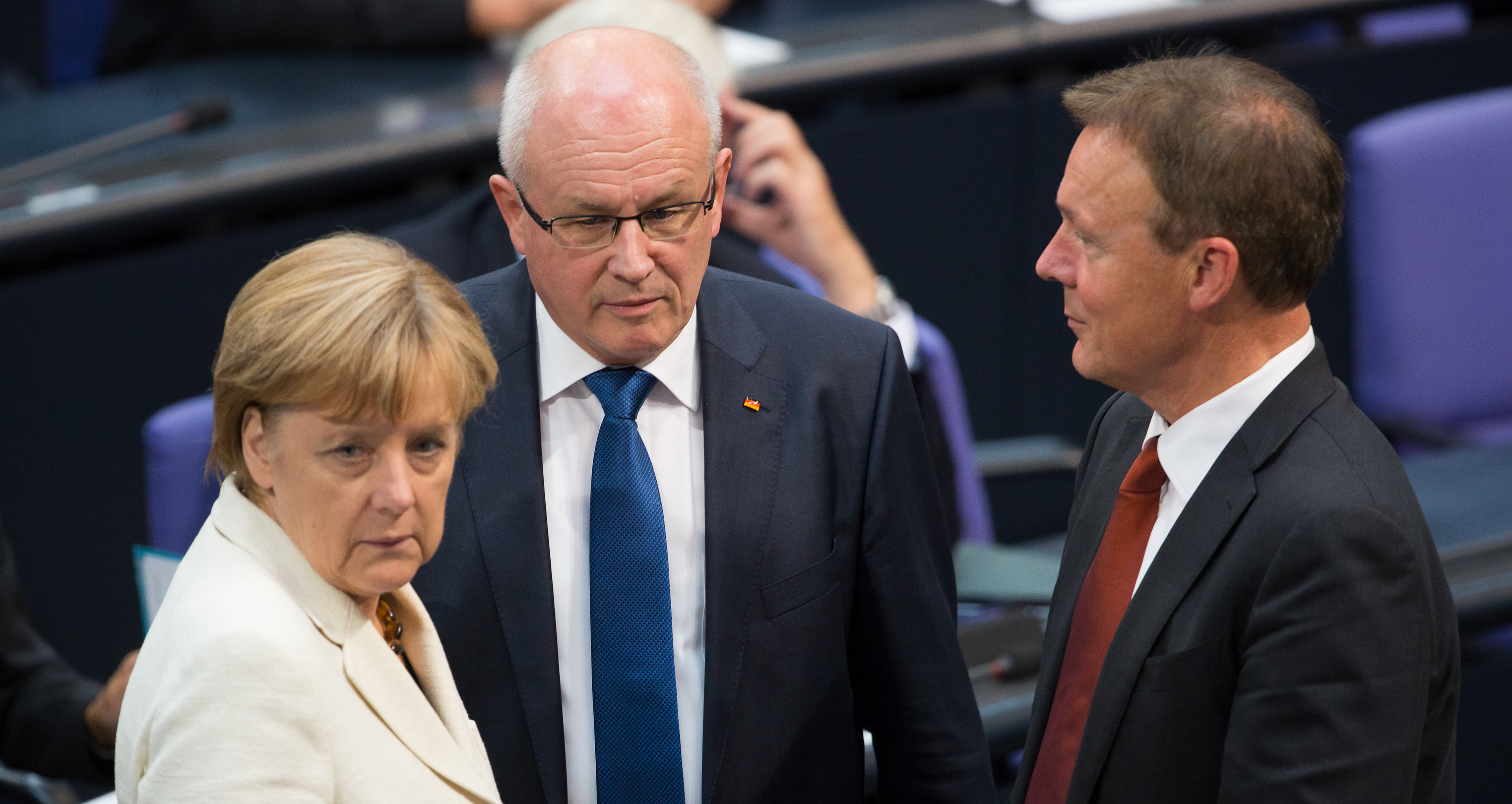
Thomas Oppermann neben Angela Merkel und Volker Kauder im Deutschen Bundestag, 2014

Thomas Oppermann zog stets als direkt gewählter Abgeordneter des Wahlkreises Göttingen in den Bundestag ein. Bei der Bundestagswahl 2017 erreichte er 34,9 Prozent der Erststimmen.
Am 16. Dezember 2013 wählten 90,81 Prozent der SPD-Abgeordneten ihn zum neuen Vorsitzenden der SPD-Bundestagsfraktion. Zu seiner Nachfolgerin wurde am 27. September 2017 Andrea Nahles gewählt.
Am 24. Oktober 2017 wurde er vom Deutschen Bundestag zu dessen Vizepräsidenten gewählt.
Von 2019 bis 2020 war Oppermann im Vorstand der Deutsch-Französischen Parlamentarischen Versammlung. Zudem war er Vizepräsident des Ältestenrates und ordentliches Mitglied des Auswärtigen Ausschusses und des Wahlausschusses im deutschen Bundestag.
Ende August 2020 teilte er mit, bei der Bundestagswahl 2021 nicht mehr zu kandidieren und sich stattdessen anderen Projekten außerhalb der Politik widmen zu wollen.

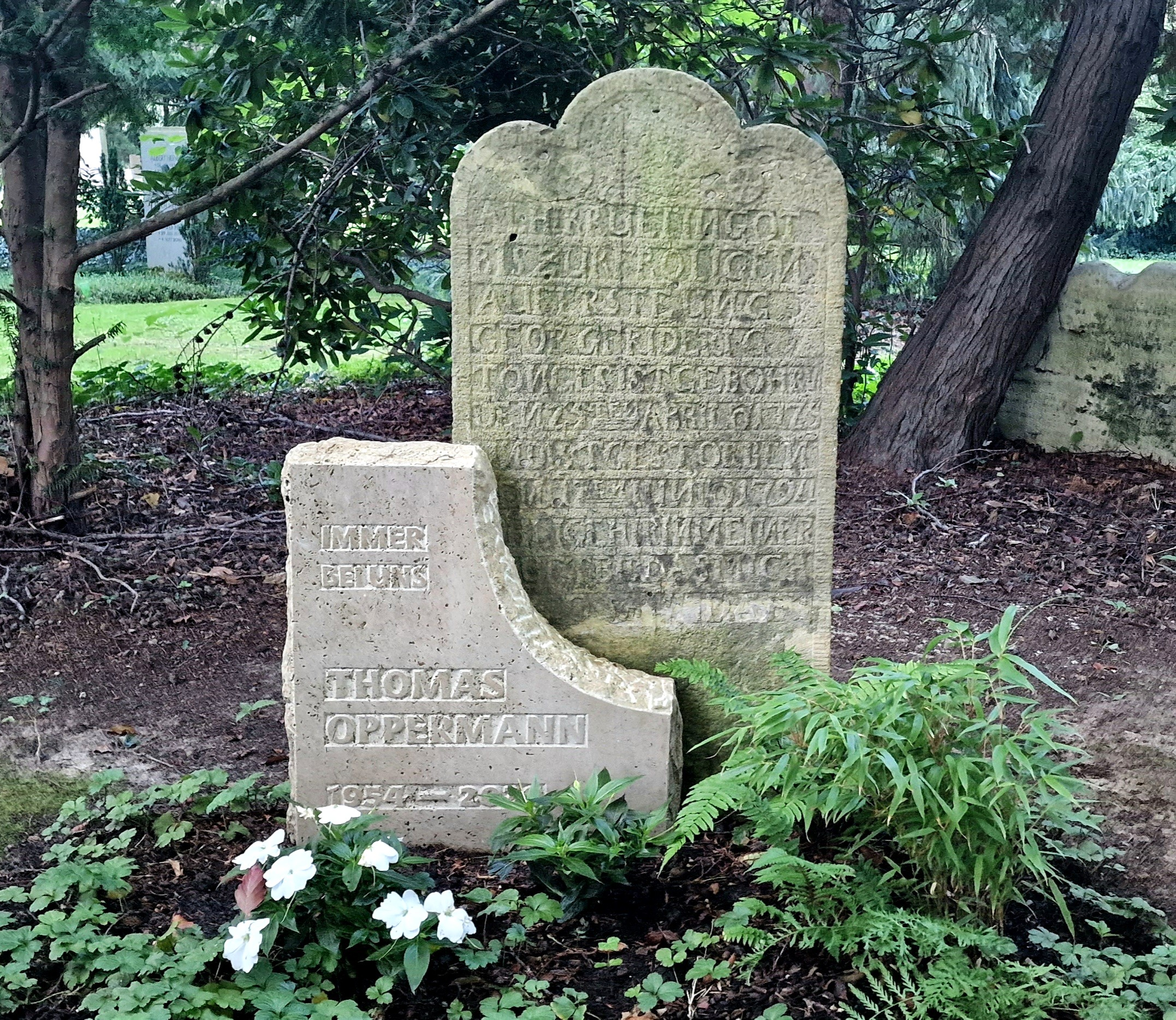
Grabstein Thomas Oppermann auf dem Stadtfriedhof Göttingen

Nach dem Tod Oppermanns rückte für ihn Hiltrud Lotze als Abgeordnete der SPD in den Bundestag nach. Im Amt des Vizepräsidenten folgte Dagmar Ziegler auf ihn.

### Regierungsämter
Am 30. März 1998 wurde Oppermann als Minister für Wissenschaft und Kultur in die von Ministerpräsident Gerhard Schröder geführte Landesregierung von Niedersachsen (Kabinett Schröder III) berufen. In diesem Amt gehörte er auch den von dessen Nachfolgern Gerhard Glogowski und Sigmar Gabriel geleiteten Regierungen an (Kabinett Glogowski, Kabinett Gabriel). Nachdem die SPD bei der Landtagswahl am 2. Februar 2003 14,5 Prozentpunkte und ihre absolute Mehrheit verloren hatte, schlossen CDU und FDP eine Koalition (Kabinett Wulff I). Die Amtszeit der Regierung Gabriel endete am 4. März 2003.

### Edathy-Affäre
Im Zuge der Edathy-Affäre wurde gegen Oppermann wiederholt der Vorwurf der Strafvereitelung erhoben. Nachdem er von Sigmar Gabriel über ein laufendes Kinderpornographie-Ermittlungsverfahren gegen den Bundestagsabgeordneten Sebastian Edathy (SPD) informiert worden war, rief Oppermann den damaligen BKA-Chef Jörg Ziercke (SPD) an, um sich „diese Informationen […] bestätigen [zu] lassen“. Oppermann beauftragte später Michael Hartmann (SPD), sich um Sebastian Edathy wegen dessen offenbar schlechten Gesundheitszustandes zu kümmern. Edathy gibt an, Hartmann habe ihn vor polizeilichen Ermittlungen gewarnt. Später meldete Edathy seinen Laptop als gestohlen, weswegen das BKA diesen nicht auf Beweismaterial untersuchen konnte. Oppermann selbst bestritt, Hartmann von Ermittlungen berichtet zu haben.

### Sonstiges Engagement
Oppermann gehörte dem Netzwerk Berlin und dem Seeheimer Kreis an und war stellvertretender Vorsitzender der deutsch-israelischen Parlamentariergruppe. Er gehörte dem Jahrgang 1992 des „Young Leaders Programm“ des Netzwerkes Atlantik-Brücke an. Mit Stephan Weil gründete er an der Universität Göttingen die „Basisgruppe Jura“.
Auf dem 43. ordentlichen DFB-Bundestag in Frankfurt am Main wurde Oppermann im September 2019 in der Nachfolge von Klaus Kinkel zum Vorsitzenden der Ethikkommission des Deutschen Fußball-Bundes gewählt.

### Kritik an der Corona-Politik
Oppermann kritisierte im Oktober 2020 das Vorgehen von Bund und Ländern bezüglich der Corona-Politik scharf und erwartete zusätzliche Gerichtsentscheidungen, um die Corona-Maßnahmen der Regierungskoalition zu kippen. Er bemängelte, dass die Vorbereitungen auf die zweite Corona-Welle im Herbst 2020 „hinter verschlossenen Türen im Kanzleramt“ abgesprochen wurden, statt den Bundestag einzubeziehen. In der Folge hätte der Aktionismus der Landesregierungen zu undurchdachten Einzelmaßnahmen geführt, „die entweder gegen das Prinzip der Verhältnismäßigkeit oder den Grundsatz der Gleichbehandlung verstoßen“.

### Privates
Oppermann hatte zwei Töchter aus seiner früheren Ehe sowie eine Tochter und einen Sohn mit seiner Partnerin. Er war evangelisch-lutherischer Konfession, passionierter Fußballspieler und Wanderer. Außerdem war er ein begeisterter Leser.
Thomas Oppermann starb am 25. Oktober 2020 im Alter von 66 Jahren, nachdem er vor einem Live-Interview für die ZDF-Sendung Berlin direkt zusammengebrochen war und ins Universitätsklinikum Göttingen eingeliefert wurde. Er wurde auf dem alten Stadtfriedhof von Göttingen (Grabreihe VB01) beigesetzt.

### Auszeichnung
Am 1. Dezember 2024 wurde in einem nicht öffentlichen Festakt im Alten Rathaus Göttingen die Ehrenbürgerwürde an Thomas Oppermann verliehen.
Damit hat die Stadt Göttingen im Beisein von Ministerpräsident Stephan Weil und der Oberbürgermeisterin Petra Broistedt erstmals die Ehrenbürgerwürde an eine verstorbene Person verliehen. Die Ehrenbürgerwürde wird Thomas Oppermann in Anerkennung seiner jahrzehntelangen Arbeit für und Identifikation mit Göttingen posthum verliehen. Thomas Oppermann ist es zu verdanken, dass eine Vielzahl an Fördermitteln u. a. für die Universität Göttingen, das Forum Wissen und das Biodiversitätsmuseum Göttingen in die Region gelangt sind.

## Mitglied in Kabinetten der Niedersächsischen Landesregierung
- 1998 Kabinett Schröder III
- 1998–1999 Kabinett Glogowski
- 1999–2003 Kabinett Gabriel